# Ursus (entreprise)

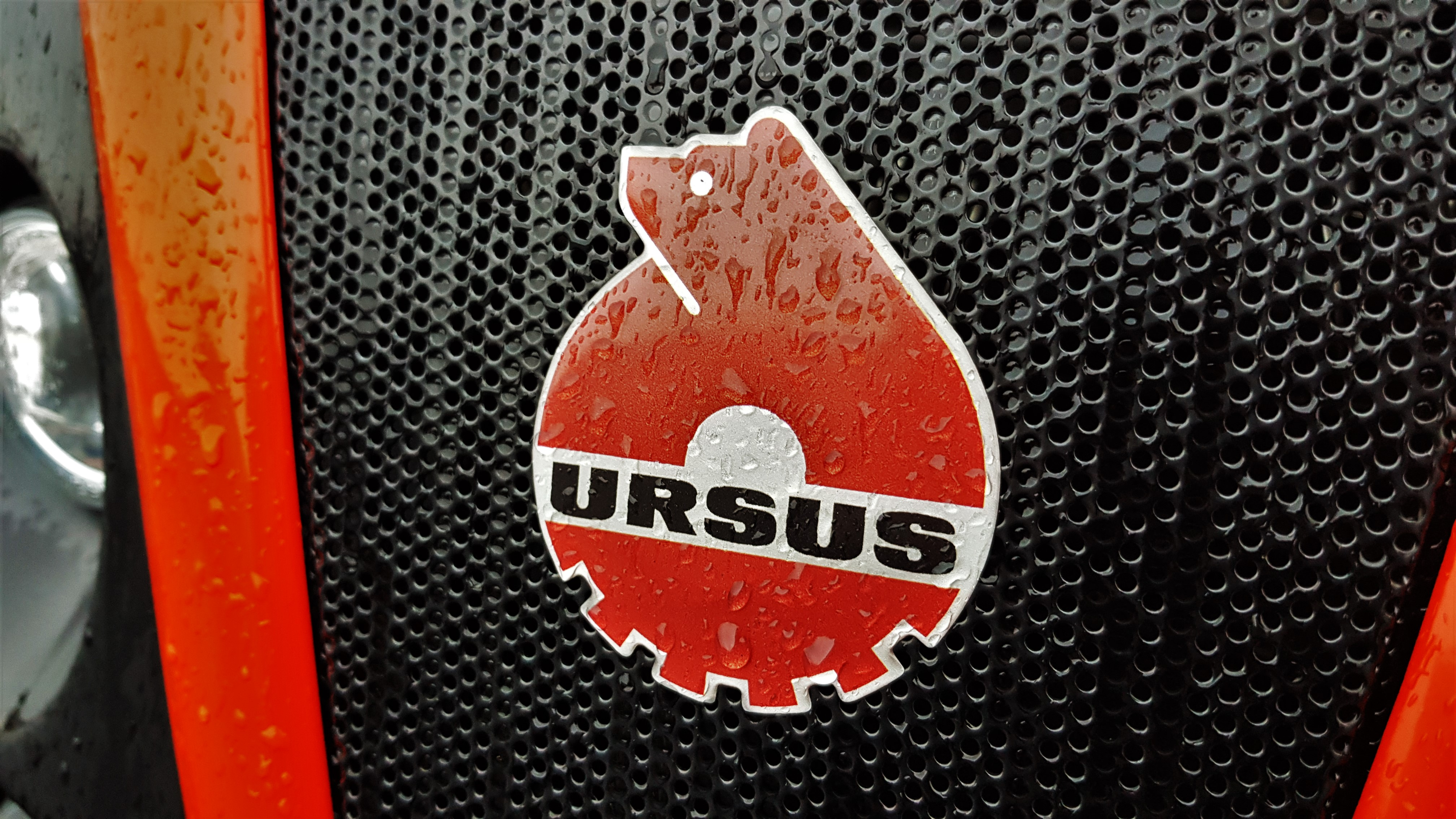
Logo actuel de la société

Logo historique de la société

La société Ursus SA, anciennement "Przemysłowe Towarzystwo Udziałowe" était un groupement d'entreprises industrielles et mécaniques polonaise implantée dans le quartier d'Ursus à Varsovie. Au lendemain de la Seconde Guerre mondiale, la société s'est reconvertie dans la production de tracteurs agricoles.
Actuellement, la société Ursus et ses marques commerciales sont la propriété de Ursus SA basée à Lublin.

## Histoire de la société

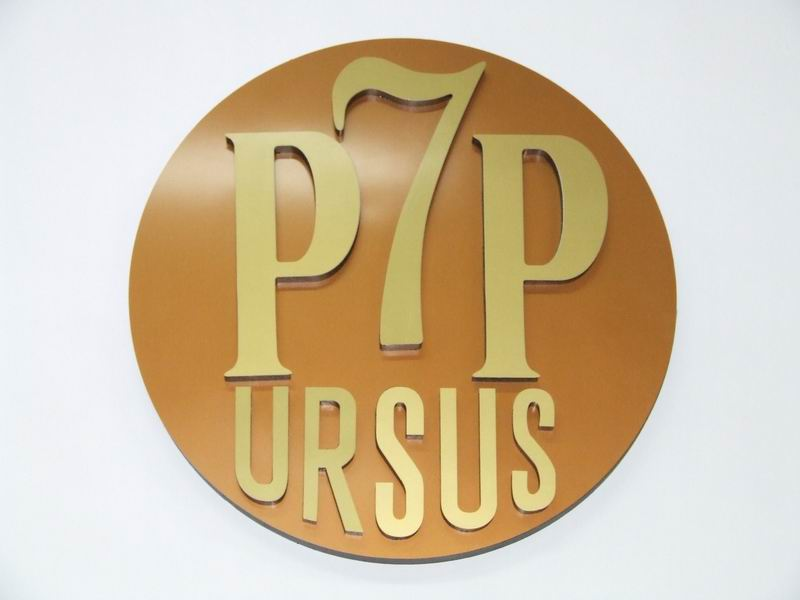
Logo d'origine

- 1893 - Création de l'entreprise "Przemysłowe Towarzystwo Udziałowe" à Varsovie au 15 route de Sienne, par 7 jeunes polonais, 3 ingénieurs et 4 hommes d'affaires. L'objet est de fabriquer des équipements mécaniques pour l'industrie du sucre, l'industrie alimentaire et la distillation. La gamme de produits s'élargit progressivement vers les composants pour le chauffage central, l'approvisionnement en eau, etc. Le capital initial de la société provenait de la dot de sept jeunes filles d'où le logo initial « P7P ». L'essentiel de la production était exporté vers la Russie des Tsars.

- 1907 - rebaptisée "Towarzystwo Udziałowe Specyalnej Fabryki Armatur i Motorów" - Association Usine Armes et Moteurs", la société connait une forte expansion avec la production de moteurs d'une puissance allant jusqu'à 60 ch.

- 1912 - achat de licences Fielding & Platt pour la fabrication de moteurs essence de 70 ch.
- 1913 - la production se concentre sur la fabrication de moteurs diesel jusqu'à 450 ch, principalement exportés vers la Russie tsariste.

- 1915 - lancement de l'étude d'un tracteur agricole par l'ingénieur polonais Charles Taylor. Le premier prototype sera présenté en 1918.

- 1921 - la société filiale "Ursus SA Mécanique" se lance dans la réparation de véhicules militaires. La société bénéficie d'un prêt du gouvernement d'un montant de 500.000 US$ pour construire une usine pour produire 2 types de camions sous licence du constructeur italien le SPA 25C. L'entreprise acquiert un terrain à Czechowice pour la construction de l'usine.

- 1922 - la société change de nom en "Usine de moteurs & Ursus tracteurs SA" est lance son premier tracteur équipé d'un moteur 2 cylindres de 25 ch. Entre 1922 et 1927, elle en produira 100 exemplaires.

- 1923 - nouveau changement de dénomination en "Ursus mécanique Travaux SA". La société s'oriente vers la fabrication d'automobiles et commence la construction d'une nouvelle usine à Czechowice près de Varsovie.

- 1924 - en mai, le ministère polonais de la Défense signe un marché pour la fourniture de camions Berliet CBA de 3 tonnes et SPA 25C Polonia de 1,5 tonne. Cet important contrat est l'occasion de lancer les travaux d'expansion des installations de son usine de Czechowice près de Varsovie.

Selon le contrat, la livraison aurait dû être réalisée en 3 lots :
- le premier lot de 200 exemplaires du Berliet CBA et 150 exemplaires du SPA 25C devait être importé
- le second lot devait assemblé chez Ursus à partir de pièces importées
- le troisième lot devait être produit localement avec un maximum de composants nationaux

En fait, le Ministère polonais doit reporter la fourniture de Berliet sur SPA après le retrait du constructeur français. SPA fournira donc un total de 375 exemplaires au titre du premier lot.
- 11 juillet 1928 - livraison des 52 premiers camions Ursus A fabriqués sous licence du SPA 25C. Ce camion était le premier camion fabriqué en Pologne qui ne disposait d'aucun constructeur national.

- 1929 - cette année-là, l'usine a produit 300 camions et 50 bus Ursus A, fabriqués sous licence de la société italienne SPA.

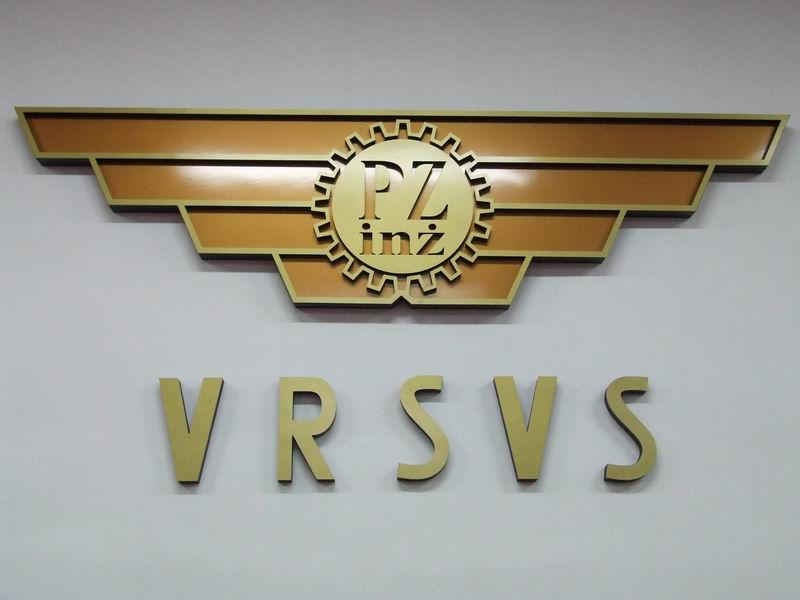
Logo de l'entreprise après son intégration dans PZinz

- 1930 - effondrement de la société en raison de la mauvaise gestion et des surinvestissements de l'usine (la capacité de production installée représentait 2 fois le montant des contrats). La société est nationalisée et incorporée dans la société d’État PZinz. La nouvelle entité se voit confier la fabrication d'un modèle d'autobus sous licence Saurer.

- 1931 - fin de la production des camions et autobus Ursus A. Au total, ce sont plus de 1.200 exemplaires de ce modèles qui auront été produits en différentes versions.

- 1932 - début de la fabrication de motos.

- 1930-1939 - la production durant cette période d'avant guerre fut : 737 chars, 700 tracteurs militaires, plus de 1000 camions et autobus Saurer, y compris les véhicules blindés, environ 1500 motos pour l'armée et environ 1000 sur le marché d’État, des moteurs d'avion, pour installations fixes et pour l'agriculture.

- 1939 - avec l'invasion et l'occupation de la Pologne par l'armée allemande, les usines sont démantelées, leur outillage saisi et transféré en Allemagne, les bâtiments dynamités. Le personnel est déporté dans les camps, seuls les ingénieurs sont contraints au travail obligatoire avant de rejoindre les ouvriers dans les camps de la mort.

Rares furent les usines du groupe PZinz à être reconstruites, à part celle d'Ursus dans laquelle la société ne reprendra que son activité de fabrication de tracteurs agricoles.
- 30 avril 1947 - Ursus produit son premier tracteur agricole d'après-guerre, "Ursus".

- 16 avril 1953 - production du 20.000e tracteur.

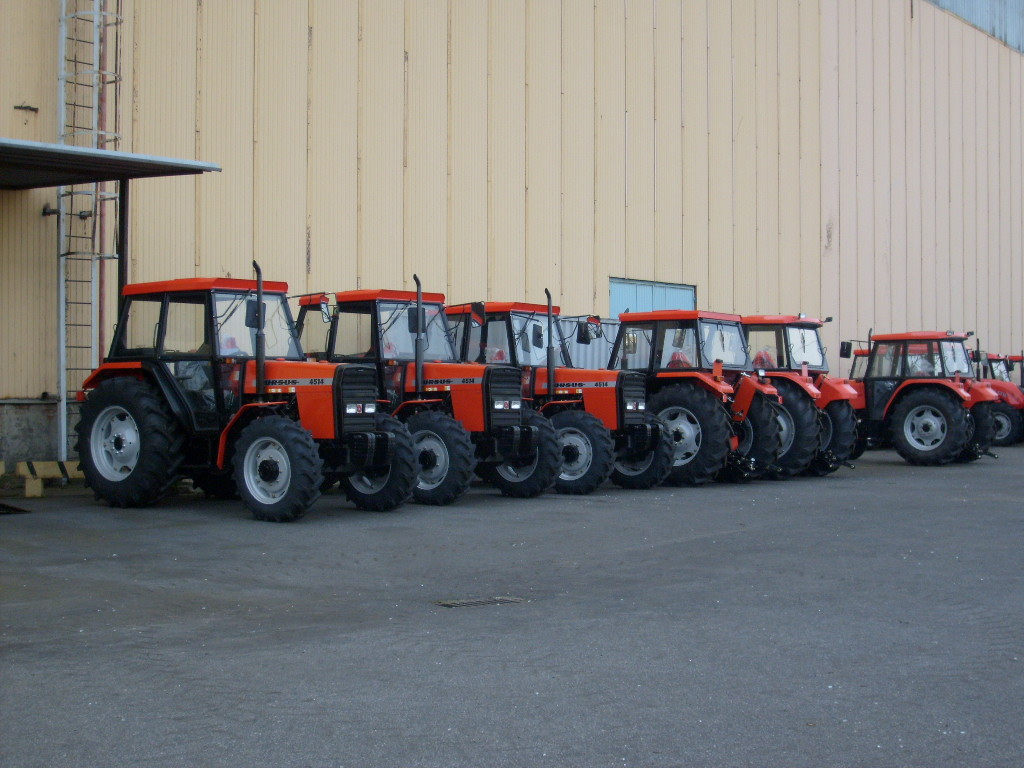
Tracteurs agricoles Ursus neufs

## Ursus aujourd'hui
La société a poursuivi la fabrication de tracteurs sous licence Massey Ferguson. La production de tracteurs Ursus a lentement diminué tout au long des années 1990, passant de 60 000 par an en 1980 à environ 16 000 en 1995. La baisse de la production est due à l'énorme dette qu'Ursus avait contractée à la suite de son programme d'expansion dans les années 1980. 
La nécessité de rembourser la dette a bloqué l'accès aux fonds nécessaires pour les opérations quotidiennes de l'usine. En 1996, 550 millions de zlotys, 80 % de la dette Ursus, due à près de 700 créanciers, ont été radiés. les ventes de tracteurs ont continué à baisser, pour atteindre un niveau historiquement bas de 1.578 unités en 2006.
URSUS SA a été créée dans les années 1998-2003, à la suite de la restructuration et de la coopération entre PHZ "Bumar", ZPC URSUS SA et Ursus Tracteurs. La société continue de produire des tracteurs Ursus. Bumar est devenu son principal actionnaire ce qui en fait également une filiale Bumar Industrial Group, qui commercialise les produits Ursus.
En 2007, le groupe turc Uzel Holding a annoncé qu'il se portait acquéreur de 51 % de Ursus. Les deux sociétés Uzel et Ursus pouvaient ainsi trouver une synergie commune produisant tous les deux des tracteurs sous licence Massey Ferguson, filiale du groupe américain AGCO. En 2008, Uzel, n'ayant pu tenir ses engagements, ce sont les sociétés TAFE et Pol-Mot qui se sont portées acquéreur de la société Ursus.
En 2011, Pol-Mot a racheté la totalité de la société Ursus.